# Kreuzstetten
Kreuzstetten – gmina targowa w Austrii, w kraju związkowym Dolna Austria, w powiecie Mistelbach. Według Austriackiego Urzędu Statystycznego liczyła 1521 mieszkańców (1 stycznia 2014).